# 51 Worldwide Games
51 Worldwide Games (世界のアソビ大全51, Sekai No Asobi Taizen 51 au Japon, Clubhouse Games: 51 Worldwide Classics en Amérique du Nord) est un jeu vidéo développé par Nd Cube et édité par Nintendo, sorti le 5 juin 2020 sur Nintendo Switch.
À l'instar de son prédécesseur 42 Jeux indémodables sorti sur Nintendo DS, c'est une compilation de jeux de société et de jeux de cartes.

## Système de jeu
Le jeu propose de jouer à 1 ou 2 joueurs sur une console ou jusqu'à 4 en local et en ligne. Le jeu propose également un mode tactile sur certains jeux tels que les fléchettes ou le jeu des paires.

## Jeux
- Mancala
- Petits carrés
- Yam's
- Quatre en ligne
- Couleurs mystère
- Jeu du moulin
- Hex
- Dames
- Lièvre et chiens
- Gomoku
- Dominos
- Dames chinoises
- Ludo
- Backgammon
- Volte-face
- Échecs
- Shogi
- Mini-shogi
- Hanafuda
- Mah-jong japonais
- Dernière carte
- Blackjack
- Texas hold'em
- Président
- Dominos-cartes
- Crapette rapide
- Jeu de paires
- Bataille
- Takoyaki
- Queue de cochon
- Golf
- Billard
- Bowling
- Fléchettes
- Carrom
- Tennis miniature
- Football miniature
- Curling miniature
- Boxe miniature
- Baseball miniature
- Air Hockey
- Circuit routier
- Pêche
- Tanks en solo
- Tanks en équipe
- Stand de tir
- Suites de six
- Taquin
- Mah-jong solitaire
- Solitaire
- Spider solitaire
- Piano

## Développement
51 Worldwide Games est annoncé dans le Nintendo Direct Mini diffusé le 26 mars 2020.

## Accueil

### Ventes
Au 31 mars 2022, le jeu s'est vendu à 4,22 millions d'unités dans le monde.